# Grauwzustersklooster (Roeselare)

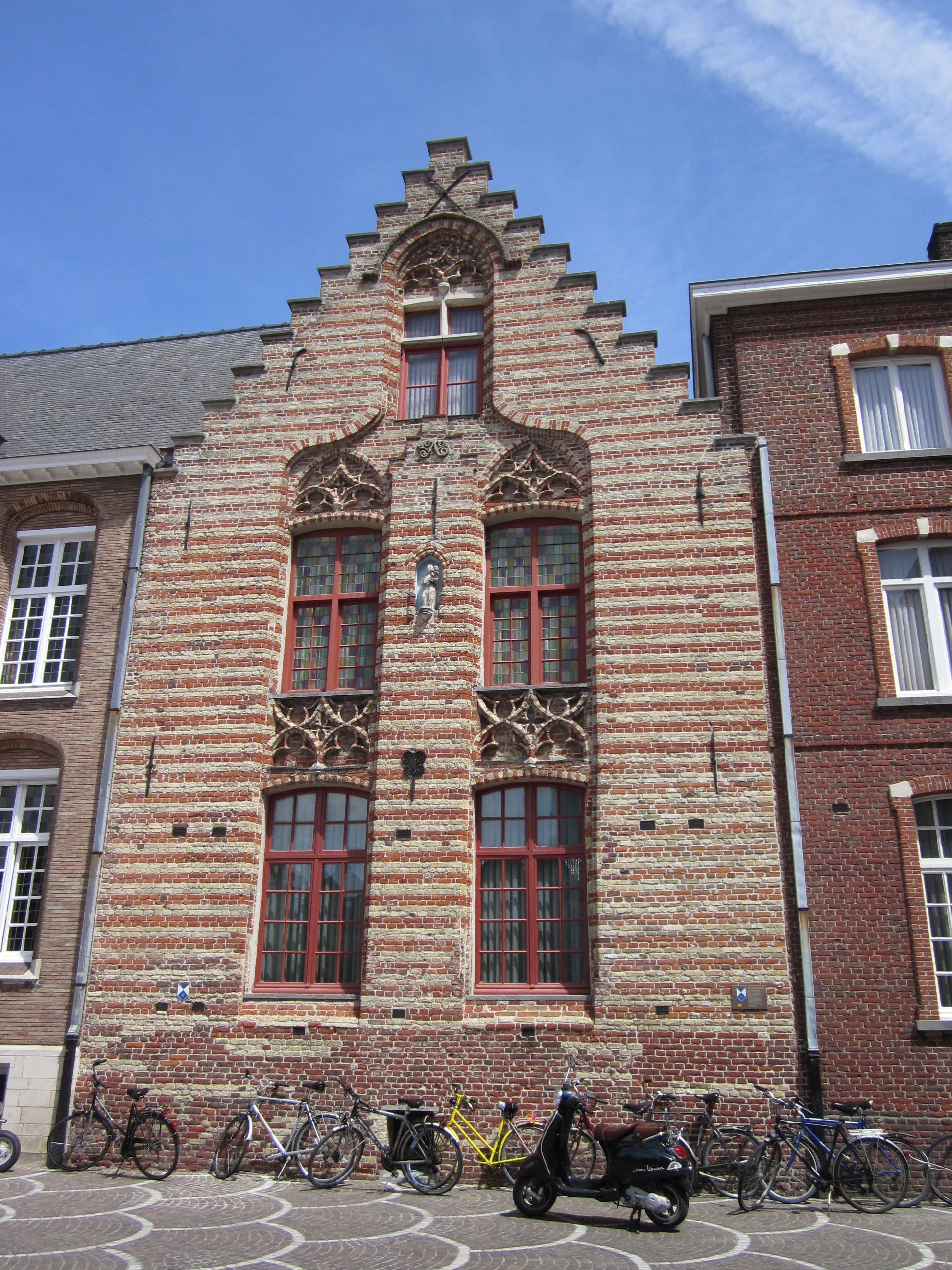
In den Gouden Leeuw

Het Grauwzustersklooster is een klooster- en scholencomplex in de West-Vlaamse stad Roeselare, gelegen aan Nonnenstraat 1.

## Geschiedenis
Vanuit Izegem vestigden zich in 1678 een viertal grauwzusters zich te Roeselare, om daar onderwijs te geven en zieken te verzorgen. Zij kochten een huis in de Zuidstraat om in 1683 ook de voormalige herberg "In den Gouden Leeuw" aan te kopen. In 1671 werd een school, en in 1697 een refter gebouwd. In 1700 volgde een kapel, welke gewijd was aan Sint-Laurentius. In 1703 kwam een Werckhuys tot stand.
In 1798 werd het klooster verbeurd verklaard en aan een particulier verkocht. In 1818 konden de zusters weer terugkeren. In 1836 werd het klooster uitgebreid en in 1857 werd de kapel verbouwd en uitgebreid onder leiding van Jean-Baptiste Bethune. Verdere uitbreidingen volgden, onder meer in 1902 en 1905.
In 1914 werd het klooster door de Duitsers in beslag genomen en gebruikt als veldhospitaal. Er vond oorlogsschade plaats, en in 1921 vond herstel en uitbreiding plaats. J. Vermeersch ontwierp een nieuwe vleugel in regionale stijl. In 1963 en 1966 werden nog nieuwe vleugels aan de school toegevoegd.

## Gebouw
Aan de Grote Markt bevindt zich het oudste deel van het klooster, namelijk de voormalige herberg "In den Gouden Leeuw" met een 16e-eeuwse voorgevel, welke geïntegreerd is in het klooster. Deze bakstenen trapgevel is in laatgotische stijl en heeft speklagen van rode en gele baksteen. Ook het interieur van dit huis heeft een 16e-eeuwse kern maar werd in de 18e eeuw verbouwd waarbij kloostercellen en een leefruimte werden aangebracht, deels in Lodewijk XIV-stijl. Een 18e-eeuwse wenteltrap verbindt het huis met de rest van het klooster. Het plafond werd beschilderd met putti met een rozenkrans. De leefruimte, tegenwoordig refter, heeft een 18e-eeuws stucplafond met rocailles.
Links van dit pand bevindt zich een in 1953 herbouwde vleugel in historiserende stijl.
Aan de Nonnenstraat bevindt zich een kloosterpand dat voornamelijk 19e-eeuws is.
De Sint-Laurentiuskapel werd in 1700 gebouwd, maar in 1857 gewijzigd en vergroot. Het is een zaalkerk onder zadeldak met dakruiter. Het hoofdaltaar is van 1932 en het zijaltaar van 1864. De glas-in-loodramen zijn van 1943 en 1948, en die in zijkapel zijn van 1920. Het orgel is van 1928 en werd vervaardigd door J. Anneesens-Tanghe.